# Jan Feliks Dulfus

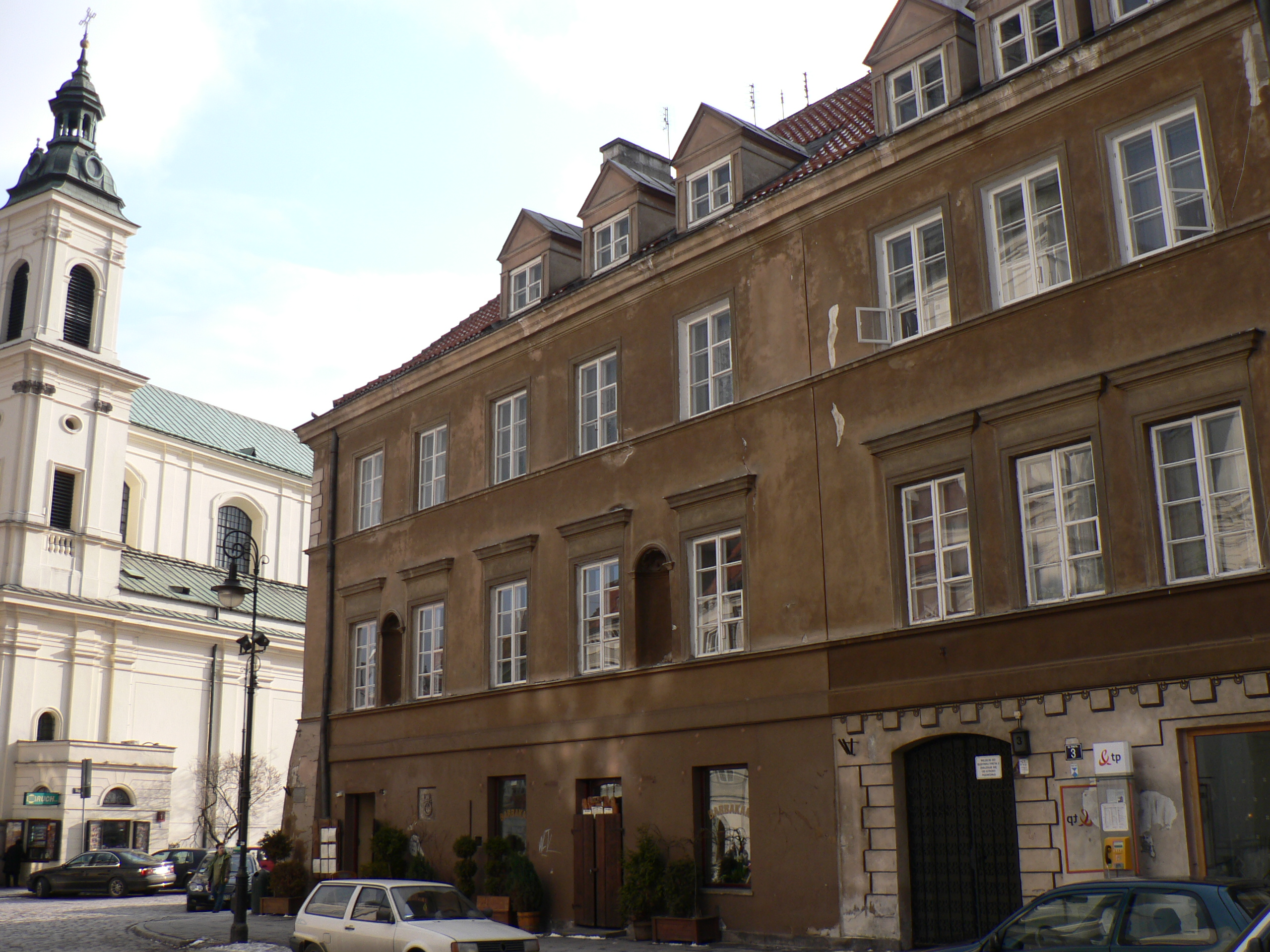
Kamienica Dulfusa w Warszawie

Jan Feliks Dulfus, Dolfos (ur. 1726, zm. po 1794) – kupiec, prezydent Starej Warszawy w latach: 1754–56, 1764, 1767.

## Życiorys
Będąc prezydentem miasta, już na początku zarządził oświetlenie ratusza i bram miejskich (Krakowskiej i Nowomiejskiej), a także miejskich posesji. Zlecił renowację miejskich wodociągów, ogłosił spis mieszkańców i ich posiadłości w mieście. W 1762 wydzierżawił folwark Fawory (obecnie teren Cytadeli na Żoliborzu), który rozparcelował w 1768. Dzięki temu powstało na tym terenie wiele letnich rezydencji magnaterii i bogatego mieszczaństwa. 
26 listopada 1764, w czasie drugiej prezydentury, wziął udział wraz z mieszkańcami Warszawy w uroczystym hołdzie złożonym Stanisławowi Augustowi.
Był właścicielem kamienicy przy ulicy Freta 1 na Nowym Mieście, dzierżawcą kamienicy wójtowskiej, sklepów pod ratuszem, cegielni miejskiej i placu na Solcu. W 1765 miał zatarg z władzami o czynsze dzierżawne.
W 1767 ponownie został prezydentem; praca nad naprawą administracji, gospodarki i sądownictwa przyniosła m.in. reformę milicji miejskiej. Dulfusowi miasto zawdzięcza również poprawę statusu, jako miasta królewskiego, o którą zabiegał w czasie Sejmu Czteroletniego. Tuż po sejmie 1768 r. został nobilitowany.